# Dictynidae
Dictynidae O.P.-Cambridge, 1871 è una famiglia di ragni appartenente all'infraordine Araneomorphae.

## Etimologia
Il nome deriva dal greco δὶκτυον, dìktyon, cioè rete da caccia, ragnatela per cacciare, ed il suffisso -idae, che designa l'appartenenza ad una famiglia.

## Caratteristiche
Sono ragni provvisti di cribellum e di un calamistro sul metatarso della IV zampa per pettinare la seta man mano che la formano. Sono piccoli, di dimensioni comprese fra 2 e 3 millimetri; gli esemplari più grandi non superano i 5 millimetri.

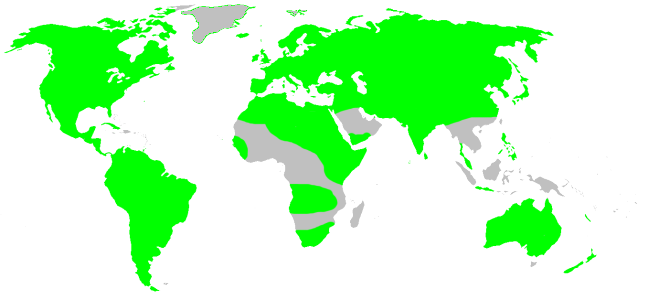
Dictynidae, distribuzione

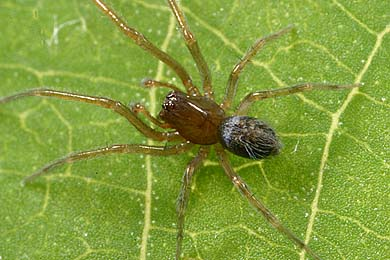
Lathys insulana, maschio

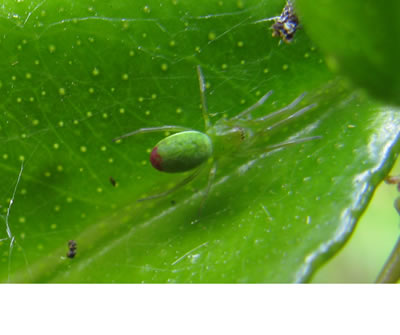
Paradictyna rufoflava

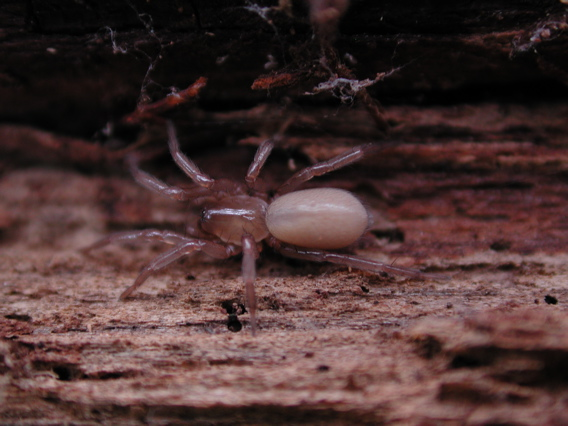
Cicurina sp.

## Comportamento
Costruiscono ragnatele di dimensioni irregolari nei pressi o direttamente sul terreno, spesso fra i rami e i gambi delle piante.

## Distribuzione
Sono pressoché cosmopoliti, ad eccezione di alcune zone dell'Africa orientale e della penisola dell'Indocina.

## Tassonomia
Attualmente, a novembre 2020, si compone di 52 generi e 470 specie viventi e ben 21 generi fossili:
1. Adenodictyna Ono, 2008 - Giappone
2. Aebutina Simon, 1892 - Ecuador, Brasile
3. Ajmonia Caporiacco, 1934 - India, Cina, Mongolia, Algeria, Portogallo
4. Altella Simon, 1884 - Italia, Ungheria, Algeria, Isole Canarie
5. Anaxibia Thorell, 1898 - Myanmar, Giava, Angola, India
6. Arangina Lehtinen, 1967 - Nuova Zelanda
7. Archaeodictyna Caporiacco, 1928 - Europa, Asia, Africa
8. Arctella Holm, 1945 - Scandinavia, Russia
9. Argenna Thorell, 1870 - Canada, Messico, Europa, USA
10. Argennina Gertsch & Mulaik, 1936 - USA
11. Argyroneta Latreille, 1804 - regione paleartica
12. Atelolathys Simon, 1892 - Sri Lanka
13. Banaidja Lehtinen, 1967 - Isole Samoa
14. Bannaella Zhang & Li, 2011 - Cina
15. Brigittea Lehtinen, 1967 - Regione paleartica
16. Brommella Tullgren, 1948 - USA, Grecia, Giappone
17. Callevophthalmus Simon, 1906 - Australia, isola Lord Howe
18. Chaerea Simon, 1884 - Algeria
19. Clitistes Simon, 1902[2] - Cile
20. Devade Simon, 1884 - Mongolia, Ucraina, Libano, Algeria
21. Dictyna Sundevall, 1833 - Americhe, Europa, Russia
22. Dictynomorpha Spassky, 1939 - India, Sri Lanka
23. Emblyna Chamberlin, 1948 - USA, Russia, Canada, Messico
24. Hackmania Lehtinen, 1967 - USA
25. Helenactyna Benoit, 1977 - Isola di Sant'Elena
26. Hoplolathys Caporiacco, 1947 - Etiopia
27. Iviella Lehtinen, 1967 - USA
28. Kharitonovia Esyunin, Zamani & Tuneva, 2017 - Iran, Uzbekistan
29. Lathys Simon, 1884 - USA, Corea, Cina, Europa
30. Mallos O. P.-Cambridge, 1902 - USA, Messico, Costarica
31. Marilynia Lehtinen, 1967 - Eurasia
32. Mashimo Lehtinen, 1967 - Zambia
33. Mexitlia Lehtinen, 1967 - Messico, USA
34. Mizaga Simon, 1898 - Senegal, Mediterraneo
35. Myanmardictyna Wunderlich, 2017 - Birmania
36. Nigma Lehtinen, 1967 - Europa, Africa, Asia centrale
37. Paradictyna Forster, 1970 - Nuova Zelanda
38. Paratheuma Bryant, 1940[3] - USA, Oceania, Corea, Giappone
39. Penangodyna Wunderlich, 1995 - Malaysia
40. Phantyna Chamberlin, 1948 - USA, Messico, Venezuela, Brasile
41. Qiyunia Song & Xu, 1989 - Cina
42. Rhion O. P.-Cambridge, 1870 - Sri Lanka
43. Saltonia Chamberlin & Ivie, 1942 - USA
44. Scotolathys Simon, 1884 - Algeria, Spagna, Grecia, Ucraina[4]
45. Shango Lehtinen, 1967 - Sudafrica
46. Sudesna Lehtinen, 1967 - Filippine, India, Cina
47. Tahuantina Lehtinen, 1967 - Cile
48. Tandil Mello-Leitão, 1940 - Argentina
49. Thallumetus Simon, 1893 - Cile, Panama, Brasile, Messico
50. Tivyna Chamberlin, 1948 - USA, Messico, Cuba
51. Tricholathys Chamberlin & Ivie, 1935 - USA
52. Viridictyna Forster, 1970 - Nuova Zelanda

### Generi trasferiti
1. Blabomma Chamberlin & Ivie, 1937[5] - USA
2. Chorizomma Simon, 1872[6] - Francia, Spagna
3. Cicurina Menge, 1871[6] - USA, Canada
4. Mastigusa Menge, 1854[6] - Francia, Ungheria, Russia
5. Yorima Chamberlin & Ivie, 1942[5] - USA, Cuba

### Generi fossili
1. Arthrodictyna Petrunkevitch, 1942 - fossile, Paleogene[7]
2. Balticocryphoeca Wunderlich, 2004 - fossile, Paleogene
3. Brommellina Wunderlich, 2004 - fossile, Paleogene
4. Burmadictyna Wunderlich, 2008 - fossile, Cretaceo
5. Chelicirrum Wunderlich, 2004 - fossile, Paleogene
6. Cryphoezaga Wunderlich, 2004 - fossile, Paleogene
7. Eobrommella Wunderlich, 2004 - fossile, Paleogene
8. Eocryphoeca Petrunkevitch, 1946 - fossile, Paleogene
9. Eocryphoecara Wunderlich, 2004 - fossile, Paleogene
10. Eodictyna Wunderlich, 2004 - fossile, Paleogene
11. Eolathys Petrunkevitch, 1950 - fossile, Paleogene
12. Flagelldictyna Wunderlich, 2012 - fossile, Quaternario
13. Gibbermastigusa Wunderlich, 2004 - fossile, Paleogene
14. Hispaniolyna Wunderlich, 1988 - fossile, Neogene
15. Mastigusa Menge in C. L. Koch & Berendt, 1854 - fossile, Paleogene
16. Mizagalla Wunderlich, 2004 - fossile, Paleogene
17. Palaeodictyna Wunderlich, 1988 - fossile, Neogene
18. Palaeolathys Wunderlich, 1986 - fossile, Neogene
19. Protomastigusa Wunderlich, 2004 - fossile, Paleogene
20. Scopulyna Wunderlich, 2004 - fossile, Paleogene
21. Succinya Wunderlich, 1988 - fossile, Neogene